# لاوری لاسی
لاوری لاسی (استونیایی: Lauri Laasi؛ زادهٔ ۱۲ سپتامبر ۱۹۷۴) سیاستمدار و نماینده سابق مجلس اهل استونی است.